# The Seven Deadly Sins (альбом)
The Seven Deadly Sins — студийная запись одноимённой оперы Курта Вайля в исполнении Марианны Фейтфулл, выпущенная в 1998 году.

## Об альбоме и запись
Марианна Фейтфулл уже исполняла The Seven Deadly Sins в соборе Святой Анны в Бруклине, но только после работы с Деннисом Расселом Дэвисом над альбомом 20th Century Blues ей пришла в голову идея записать оперу. Дэвис согласился снова сотрудничать с ней, и альбом был записан в июне 1997 года в Венском Концертхаусе под управлением Дэвиса с симфоническим оркестром Венского радио.
В запись также вошли другие песни Вайля и Брехта, такие как «Alabama Song» и песни из Трёхгрошевой оперы, которую Марианна Фейтфулл также исполнила в 1992 году в театре Dublin Gate, сыграв роль проститутки Дженни и интерпретировав знаменитую песню Pirate Jenny.

## Оценки критиков
| Оценки критиков | Оценки критиков |
| Источник        | Оценка          |
| --------------- | --------------- |
| Allmusic        | [ 4 ]           |

## Список композиций
Слова и музыка всех песен — Курта Вайля, кроме отмеченных.
| №   | Название                          | Автор(ы)                    | Длительность |
| --- | --------------------------------- | --------------------------- | ------------ |
| 1.  | «Prologue»                        | Вайль, Бертольт Брехт       | 3:50         |
| 2.  | «Sloth»                           |                             | 3:57         |
| 3.  | «Pride»                           |                             | 4:50         |
| 4.  | «Anger»                           |                             | 4:52         |
| 5.  | «Gluttony»                        |                             | 3:32         |
| 6.  | «Lust»                            |                             | 5:21         |
| 7.  | «Covetousness»                    |                             | 3:02         |
| 8.  | «Envy»                            |                             | 4:31         |
| 9.  | «Epilogue»                        |                             | 1:30         |
| 10. | «Alabama Song»                    | Вайль, Брехт                | 2:56         |
| 11. | «The Ballad of Sexual Dependency» |                             | 2:38         |
| 12. | «Bilbao Song»                     | Вайль, Брехт, Джонни Мерсер | 5:05         |
| 13. | «Pirate Jenny»                    | Вайль, Брехт                | 4:34         |

## Участники записи
- Марианна Фейтфулл — вокал
- Деннис Рассел Дэвис — дирижёр
- Записано с Симфоническим оркестром Венского радио